# Vega de Valencia

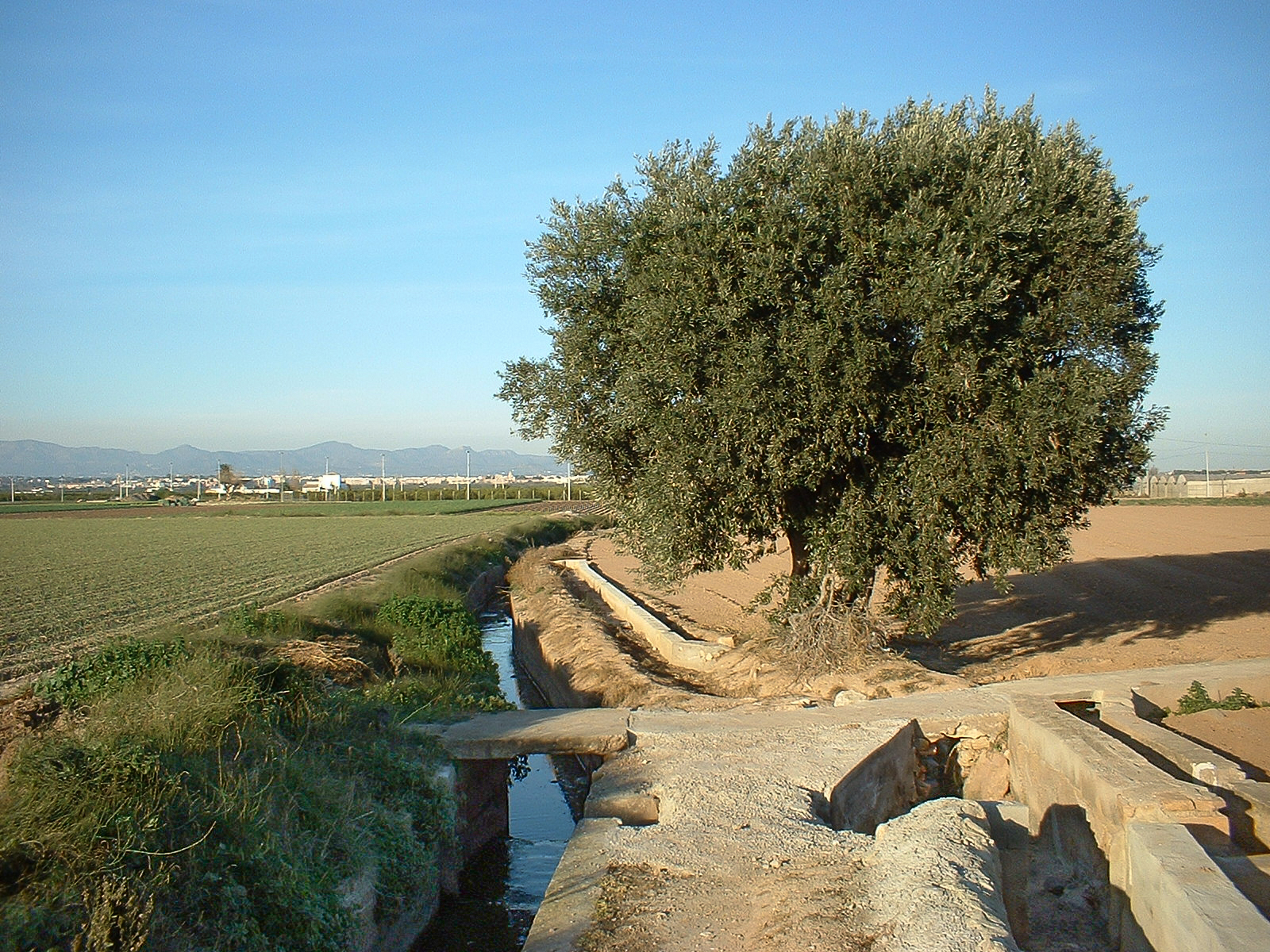
Vista típica de la Huerta de Valencia.

La Vega de Valencia es una parte de territorio de la comarca oficial española de la Huerta de Valencia de la Comunidad Valenciana. Este enclave data de la época del Imperio romano, cuando Valencia fue un centro logístico y de hibernación para sus campañas de conquista en Iberia. Los romanos introdujeron nuevos cultivos, como los cereales, el olivo y la vid; no obstante estos y por las condiciones propias del entorno no eran lo suficientemente productivos.
El nombre procede de ser el territorio regado por las acequias que parten del río Turia y aportan desde hace siglos el agua a las huertas y arrozales.
Aunque lo que hoy conocemos realmente como la huerta valenciana se desarrolló en la Edad Media, durante el periodo islámico. Ya que los musulmanes crearon una importante red de infraestructuras de irrigación: acequias; azudes; y pequeñas presas. Esta red derivaba las fuertes avenidas del Turia y los barrancos, consiguiendo desecar grandes zonas pantanosas y llevando el riego los campos. Al mismo tiempo se desarrollaron diversas actividades a lo largo de estas infraestructuras como: molinos de agua, donde se aprovechaba el caudal que circulaba por las acequias; lavaderos, los cuales daban servicio a las viviendas o alquerías cercanas.
Las acequias mayores se rigen desde la época musulmana por el Tribunal de las Aguas, a través de cual se controla el uso de los caudales de riego. Hay que destacar que en el año 2009, la Unesco incluyó al Tribunal de las Aguas en la Lista Representativa del Patrimonio Cultural Inmaterial de la Humanidad, junto al Consejo de Hombres Buenos de Murcia. Las acequias de la Vega de Valencia toman las aguas del río Turia después de la Acequia de Moncada, aprovechando los últimos caudales, y dejando sus sobrantes y escorrentías para la acequia del Oro (acequia madre de la Comunidad de Regantes del Río Turia) y los regadíos de Francos y Marjales de Valencia. Las nueve acequias, de primera en tomar hasta la última son:
- Acequia de Quart, por la derecha; de esta acequia parte luego la Acequia de Benàger i Faitanar, que tiene categoría de acequia madre también.
- Acequia de Tormos, por la izquierda.
- Acequia de Mislata, por la derecha; de esta acequia parte luego la Acequia de Chirivella.
- Acequia de Mestalla, por la izquierda.
- Acequia de Favara, por la derecha.
- Acequia de Rascaña, por la izquierda.
- Acequia de Rovella, por la derecha.

Este antaño gran territorio de huerta feraz ha sido fagocitado por la expansión urbanística de la conurbación de Valencia, tal que en la actualidad muchos kilómetros de las acequias discurren bajo casas y avenidas y gran extensión de terrenos de huerta han sido ocupados por viviendas.